# Déli pályaudvar (Metró Budapest)
Déli pályaudvar ist die westliche Endstation der Linie M2 der Metró Budapest und wurde 1972 eröffnet.
Die Tunnelstation befindet sich am Déli pályaudvar (Südbahnhof) im I. Budapester Bezirk (Várkerület).

## Galerie

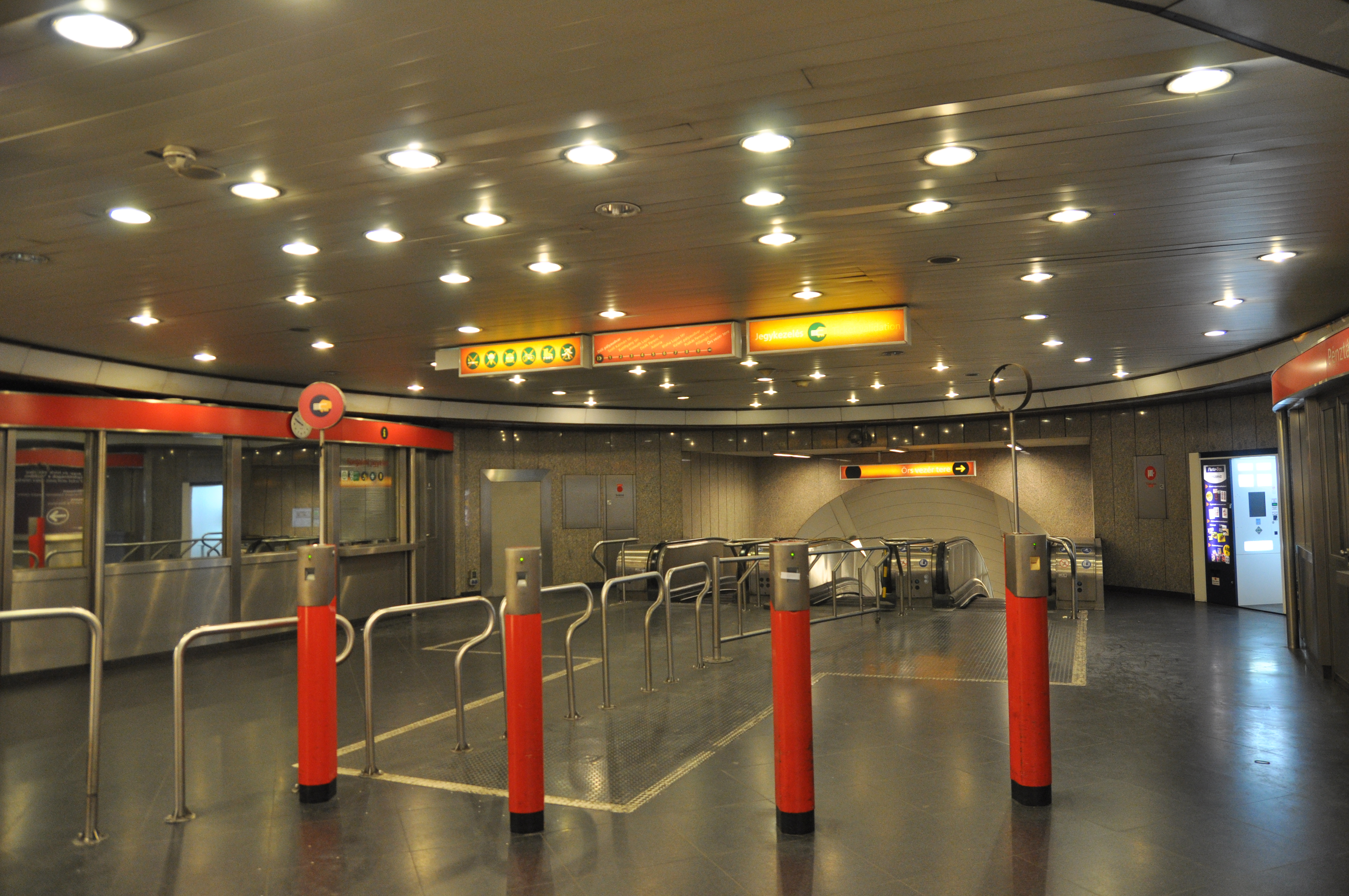
Verteilerebene mit Zugang zu den Rolltreppen
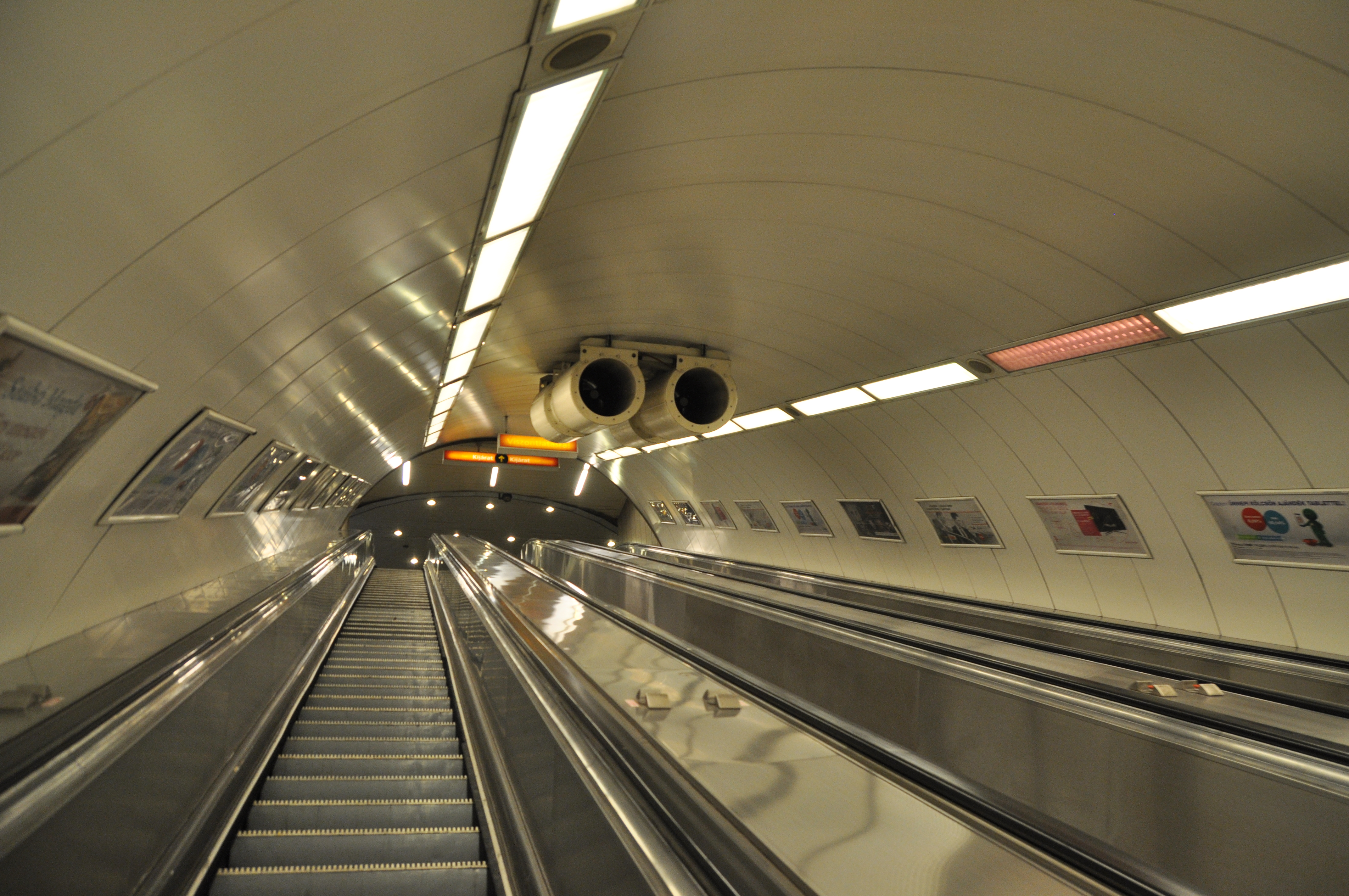
Rolltreppen zum Bahnsteig
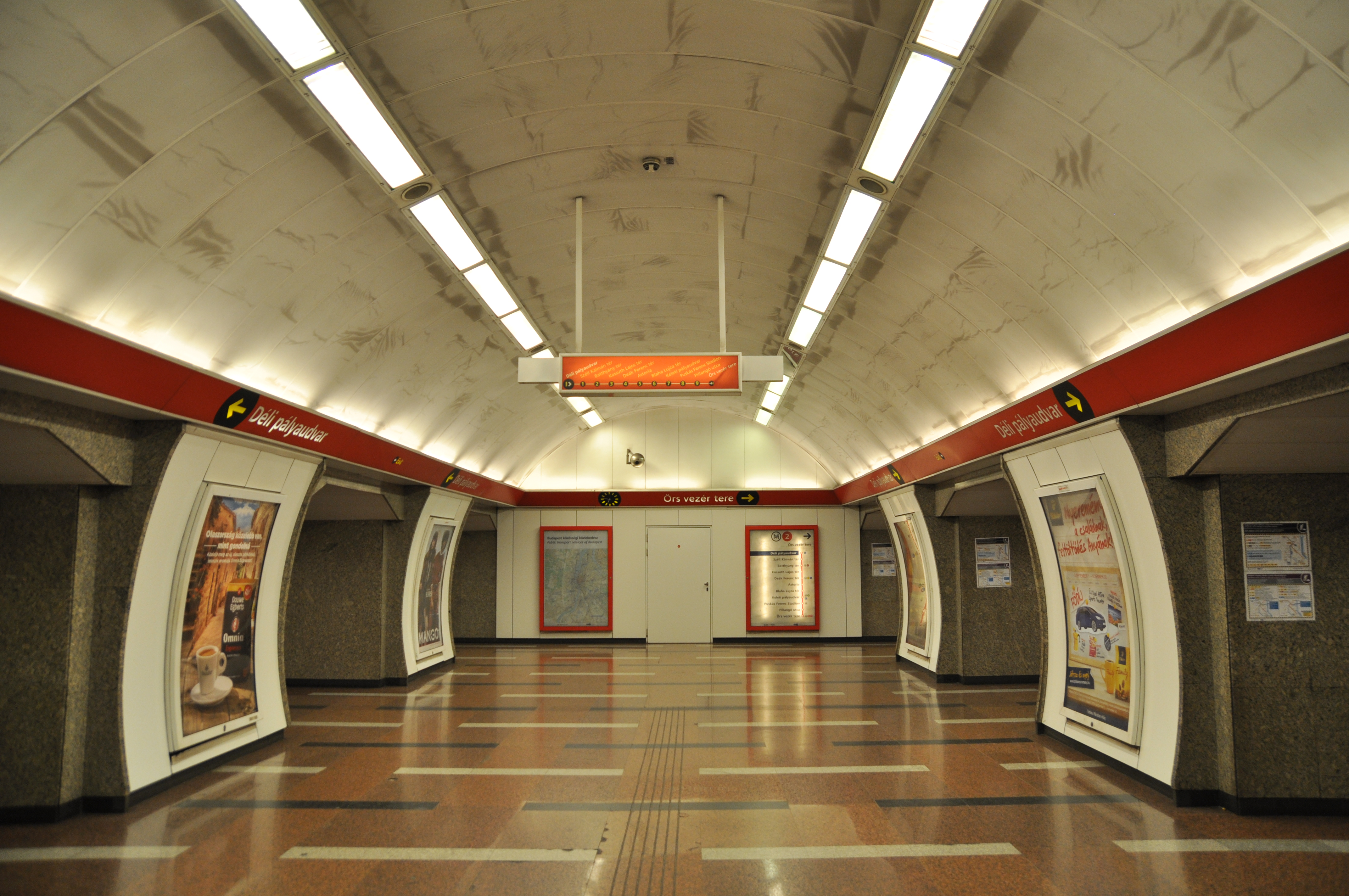
Bahnsteigebene, mittlere Röhre